# Ève Périsset

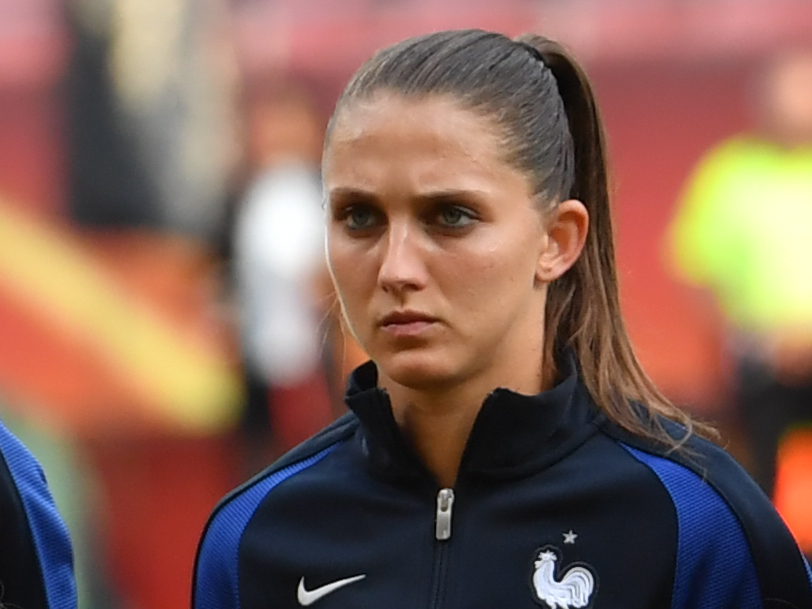
Périsset (2017)

Ève Josette Noëlle Périsset (* 24. Dezember 1994 in Saint-Priest) ist eine französische Fußballspielerin.

## Vereinskarriere
Ève Périsset stammt aus einer fußballbegeisterten Familie; ihr zehn Jahre älterer Bruder David galt einst als großes Talent und gehörte als Jugendlicher zum Kreis potentieller U-16-Nationalspieler. Sie selbst war noch keine sechs Jahre alt, als ihre Eltern sie bei der AS Manissieux Saint-Priest anmeldeten, wo sie bis 2004 in einer gemischten Mannschaft Fußball spielte. Dann wechselte sie in die Jugendabteilung der AS Saint-Priest. Fünf Jahre später folgte der Schritt zu Olympique Lyon. Bei diesem Verein spielte sie in B- und A-Jugend, wurde auch im französischen Jahrgangsauswahlteam berücksichtigt (siehe den Abschnitt weiter unten). In Lyons Erstligafrauschaft spielte sie zum ersten Mal im September 2013, als sie bei einem Punktspiel gegen die AS Muret zur Halbzeit für Wendie Renard eingewechselt wurde. In dieser Spielzeit (2013/14) brachte sie es noch auf fünf weitere Punktspiele, zwei Einsätze im Wettbewerb um die Coupe de France féminine sowie einen Kurzauftritt in der Champions League der Frauen. Daraufhin bot Olympique ihr ihren ersten Profivertrag an. In der Division 1 Féminine 2014/15 verzeichnete Périsset sogar zehn Einsätze in Lyons Ligafrauschaft; anschließend allerdings stagnierte ihre Entwicklung: Trainer Gérard Prêcheur zog ihr häufig die routinierte Corine Petit vor und berücksichtigte sie 2015/16 lediglich gegen Saisonende noch bei zwei Punktspielen, wenn auch immerhin beide Male in der Startformation. Auch bei Lyons drei Siegen im Landespokalwettbewerb (2014, 2015 und 2016) fehlte ihr Name auf den Spielberichtsbögen der Endspiele.
Daraufhin entschied sich die Spielerin, die inzwischen zur B-Nationalspielerin geworden war, im Sommer 2016 dafür, ihre Heimatregion zu verlassen und zum stärksten Ligakonkurrenten Paris Saint-Germain FC zu wechseln, wo mit Patrice Lair ihr Lyoner Förderer aus der Saison 2013/14 als Chefcoach wirkte, der ihr diesen Wechsel persönlich vorgeschlagen hatte. Der neue Verein setzte bei der Vertragsunterzeichnung sehr hohe Erwartungen in die „junge, vielseitige Spielerin, die ein echter Trumpf für die Frauenelf“ werden soll. Tatsächlich gelang ihr in PSG’s mit nationalen wie internationalen Spitzenspielerinnen gespickten Ensemble auf Anhieb der Durchbruch. Lair setzte die in den ersten Jahren ihrer Karriere bevorzugt im Mittelfeld, inzwischen hauptsächlich auf der rechten wie linken Außenbahn agierende Ève Périsset in sämtlichen der 15 ersten Punktspiele ein – auch beim prestigeträchtigen 1:0-Erfolg gegen ihren langjährigen Klub –, berücksichtigte sie dabei nur einmal nicht in der Startelf. Ebenso stand sie in allen vier Europapokalpartien beim Anpfiff auf dem Rasen. 2018 gewann sie mit PSG den Landespokal.
Bei Paris war sie für Freistoßflanken von links wie rechts zuständig. Ihr dortiger Vertrag lief im Sommer 2020 aus; daraufhin wechselte Périsset zu den Girondins Bordeaux. Zwei Jahre darauf wagte sie den Schritt in die englische Liga zum FC Chelsea, der sie für drei Jahre an sich band.

### Stationen
- AS Manissieux Saint-Priest (2000–2004)
- AS Saint-Priest (2004–2009)
- Olympique Lyon (2009–2016)
- Paris Saint-Germain FC (2016–2020)
- Girondins Bordeaux (2020–2022)
- FC Chelsea (seit 2022)

## Nationalspielerin
Ève Périsset kam in der B-Jugend für Frankreich zu ersten internationalen Einsätzen, als sie 2009 in der U-16 und der U-17 jeweils vier Spiele bestritt, unter anderem beim Nordic Cup. In den A-Jugend-Auswahlen (U-18/U-19) hingegen fand sie anschließend keine Berücksichtigung. Erst ab Mitte 2014 trug sie wieder einen blauen Nationaldress, und zwar sechsmal den der U-20-Auswahl („les Bleuettes“); mit dieser Frauschaft wurde sie Dritte bei der Weltmeisterschaft und war bei diesem Turnier in Kanada Stammspielerin.
Zwischen März 2015 und April 2016 folgten sechs Begegnungen mit der B-Nationalelf. Dann debütierte sie bei der Premiere des neu ernannten Nationaltrainers Olivier Echouafni im September 2016 gegen Brasilien auch in der französischen A-Nationalelf. Der Trainer nahm sie auch in sein Aufgebot für den hochkarätig besetzten SheBelieves Cup 2017 auf, den die Bleues in den USA gewannen. In diesem Kreis hat sie bisher 39 Länderspiele bestritten – auch hier trotz starker Konkurrenz schon häufiger in der Anfangsformation –, wobei ihr vier Treffer gelangen, darunter ein spielentscheidender beim Europameisterschafts-Viertelfinale 2022 gegen die Niederlande. Sie gehörte auch Frankreichs Europameisterschaftskader 2017 an. Unter Echouafnis Nachfolgerin Corinne Diacre rückte Périsset allerdings zunächst meist wieder ins zweite Glied zurück. Dennoch berief diese sie in das französische 23er-Aufgebot zur WM 2019 im eigenen Land, ebenso zählt sie zum 23er-Kader für die Europameisterschaft 2022. Dabei kommt Ève Périsset zugute, dass sie gleichermaßen auf der linken wie der rechten Abwehrseite einsetzbar ist. (Stand: 14. Juli 2022)
Sie wurde für die WM-Endrunde 2023 in Australien und Neuseeland nominiert, in vier der fünf Spiele ihres Teams eingesetzt und schied mit der Mannschaft im Viertelfinale nach Elfmeterschießen gegen die Australierinnen aus.

## Palmarès
- Französische Meisterin: 2014, 2015, 2016
- Französische Pokalsiegerin: 2018